# Hochplatte (Karwendel)
Pour le sommet des Alpes d'Ammergau, voir Hochplatte
 (novembre 2018).
Le Hochplatte (ou Achenkircher Hochplatte) est une montagne culminant à 1 813 m d'altitude dans le massif des Karwendel en Autriche.

## Géographie
Le Hochplatte se situe dans le chaînon du Vorkarwendel, à l'ouest de l'Achensee et d'Achenkirch.

## Ascension
Le sommet peut être atteint depuis Achenkirch en trois heures et demie environ via le Bründlalm et le Jochalm. À environ une demi-heure de route se trouve à l’est, au-dessous du sommet, le Seewaldhütte (1 582 m d'altitude), un refuge géré par la section Achensee du Club alpin allemand.
D'autres variantes d’ascension passent le Falkenmoosalm ainsi que sur un sentier qui part de l'ouest depuis le Rotwandlhütte (1 528 m d'altitude) en dessous du Juifen.
En hiver, l'ascension du Hochplatte est possible en randonnées à ski ou à raquettes.